# Qui sait ? (film)
Pour les articles homonymes, voir Qui sait ? (homonymie).
Pour plus de détails, voir Fiche technique et Distribution.
Qui sait ? est un documentaire français réalisé par Nicolas Philibert, sorti en 1999.

## Fiche technique
- Titre : Qui sait ?
- Réalisation : Nicolas Philibert
- Photographie : Katell Djian
- Son : Julien Cloquet
- Musique : Philippe Hersant
- Montage : Guy Lecorne et Nicolas Philibert
- Production : Agat Films et Cie - La Sept
- Société de distribution : Diaphana Distribution
- Pays de production :  France
- Genre : documentaire
- Durée : 106 minutes
- Date de sortie : France - 1er septembre 1999

## Distribution
- Bérangère Allaux
- Laure Bonnet
- Damien Caille-Perret
- Éric Caruso
- Franck Chevallay
- Delphine Chuillot
- Juan-Marcos Cochos
- Benoît Delaunay
- Arantxa Etcheverria
- Emmanuel Faventines
- Régis Laroche
- Gaëlle Le Courtois
- Cécile Lena
- Fany Mary
- Mounia Raoui

## Sélection
- 1999 : Festival de Cannes (programmation ACID)